# Сан-Дієго-Кантрі-Естейтс (Каліфорнія)
Сан-Дієго-Кантрі-Естейтс (англ. San Diego Country Estates) — переписна місцевість (CDP) в США, в окрузі Сан-Дієго штату Каліфорнія. Населення — 10 395 осіб (2020).

## Географія
Сан-Дієго-Кантрі-Естейтс розташований за координатами 33°0′34″ пн. ш. 116°47′15″ зх. д. / 33.00944° пн. ш. 116.78750° зх. д. (33.009357, -116.787585).  За даними Бюро перепису населення США в 2010 році переписна місцевість мала площу 43,64 км², уся площа — суходіл.

## Демографія
Згідно з переписом 2010 року, у переписній місцевості мешкало 10 109 осіб у 3441 домогосподарстві у складі 2874 родин. Густота населення становила 232 особи/км².  Було 3686 помешкань (84/км²).
Расовий склад населення:
| - 90,1 % — білих - 1,5 % — азіатів - 0,9 % — корінних американців - 0,9 % — чорних або афроамериканців - 0,3 % — вихідців з тихоокеанських островів - 2,7 % — осіб інших рас |

До двох чи більше рас належало 3,6 %. Частка іспаномовних становила 11,1 % від усіх жителів.
За віковим діапазоном населення розподілялося таким чином: 25,3 % — особи молодші 18 років, 63,5 % — особи у віці 18—64 років, 11,2 % — особи у віці 65 років та старші. Медіана віку мешканця становила 41,1 року. На 100 осіб жіночої статі у переписній місцевості припадало 101,1 чоловіків;  на 100 жінок у віці від 18 років та старших — 98,0 чоловіків також старших 18 років.
Середній дохід на одне домашнє господарство  становив 106 813 долари США (медіана — 100 719), а середній дохід на одну сім'ю — 112 222 долари (медіана — 102 002). Медіана доходів становила 76 095 доларів для чоловіків та 46 346 доларів для жінок. За межею бідності перебувало 4,0 % осіб, у тому числі 0,2 % дітей у віці до 18 років та 9,9 % осіб у віці 65 років та старших.
Цивільне працевлаштоване населення становило 4793 особи. Основні галузі зайнятості: освіта, охорона здоров'я та соціальна допомога — 22,7 %, науковці, спеціалісти, менеджери — 14,1 %, роздрібна торгівля — 9,8 %, публічна адміністрація — 9,6 %.